# Maksim Avejski
Sveti Maksim Avejski, ponekad poznat i kao Sveti Maksim iz Akvile, jedan je od svetaca zaštitnika L'Aquile u Italiji.

## Životopis
Rođen je u Aveiji, trenutno poznatoj kao Fossa, u Abruzzu. Kao đakon bio je mučen za svoju vjeru. Predaja kaže da je mučen, a zatim bačen niz liticu u blizini svog rodnog grada. To se dogodilo tijekom tijekom progona rimskog cara Decija.
Godine 1256. prijestolnica biskupije premještena u L'Aquilu, zajedno sa njegovim relikvijama. Novosagrađena katedrala L'Aquilske nadbiskupije posvećena je njemu i svetom Juri, još jednom mučeniku.